# Желдец (село)
Желдец (укр. Желдець) — село в Каменка-Бугской городской общине Львовского района Львовской области Украины. Расположено на реке Желдец.
Население по переписи 2001 года составляло 656 человек. Занимает площадь 2,463 км². Почтовый индекс — 80424. Телефонный код — 3254.